# احمد تکتوک
احمد تکتوک (عربی: أحمد وليد تكتوك؛ زادهٔ ۲۹ سپتامبر ۱۹۸۴) بازیکن فوتبال اهل لبنان است.
وی همچنین در تیم ملی فوتبال لبنان بازی کرده‌است.